# I Want You Back
«I Want You Back» («Quiero que vuelvas») es una canción grabada en 1969 por The Jackson Five para el sello Motown. La canción, respaldada por una versión de Smokey Robinson & the Miracles "Who's Lovin' You", fue la única a partir del primer álbum de Diana Ross Presents The Jackson 5. Alcanzó la primera posición de la lista de singles Billboard Hot 100 durante la semana del 31 de enero de 1970. Ha vendido más de 6,4 millones de copias en todo el mundo, más de la mitad de las cuales en formato digital. En 1999 fue también incluida en el Salón de la Fama del Grammy.
"I Want You Back" ocupa el número 120 de Rolling Stone de la lista de las 500 Mejores Canciones de Todos los Tiempos. Asimismo, ocupa el noveno en la lista de Rolling Stone de las 100 mejores canciones pop desde 1963. En 2006, los medios de comunicación de que Pitchfork Media la segunda mejor canción de la década de 1960, añadiendo que su estribillo contiene "posiblemente la mejor progresión de acordes en la historia de la música pop." Un artículo de junio de 2009 The Daily Telegraph lo calificó como "posiblemente el mayor registro de pop de todos los tiempos".

## Versión de Greta y los Garbo
El grupo español Greta y los Garbo realizó una versión es español de este éxito en 1990. La titularon Rompes mi corazón y fue el segundo sencillo de su disco de debut. Pese a no figurar en las listas oficiales de ventas, tuvo una importante difusión en su promoción radiofónica.

## Otras versiones
- El grupo británico de R&B Cleopatra interpretó una versión de esta canción incluido en su álbum Comin' Atcha! publicado en 1998.
- El cantante líbanes Mika realizó su versión en su gira que fue llevada a cabo en el año 2007.
- La sitcom estadounidense de Nickelodeon Victorious contó con la canción en su episodio Locked Up, que se incluye en su banda sonora, publicada el 2 de agosto de 2011. Fue interpretada por Victoria Justice, acompañada por el elenco de Victorious.
- También la canta el elenco de Glee.
- La cantante country Taylor Swift la canta durante su gira Speak Now world Tour.
- El grupo francés La Vashfol ha hecho una célebre versión brass band en su disco Apocalypse Cow.
- El grupo coreano Twice realizó una versión de esta canción en el año 2018.